# I Malströmmen
I Malströmmen er titlen på en novelle af den amerikanske digter og forfatter, Edgar Allan Poe. Den blev først udgivet som føljeton på med titlen A Descent into the Maelström i bladet Graham's Magazine i Philadelphia i 1841. Den udkom første gang på dansk i 1867. I 1941 kom en nyoversættelse: Ned i malstrømmen. Historien foregår i Norge, og ordet malstrøm betyder strømhvirvel og anvendes specifikt om et naturfænomen, Moskstraumen, ved Lofoten.

## Handlingen
I indledningen af novellen når en unavngiven fremmed hovedperson til toppen af et fjeld i Norge sammen med en mand fra egnen. De kan de skue ud over fjorden og har blandt andet udsigt til stedet, hvor den gigantiske malstrøm, Moskoe-strömen, viser sig med regelmæssige mellemrum. Ingen ved, hvorfor den opstår, ligesom ingen ved, hvad der befinder sig på bunden af den. Men alle ved, at den besidder enorme kræfter og kan opsuge både træer, skibe og dyr. Følgesvenden fortæller, at hans hår – som i dag er helt hvidt – var sort lige til den dag, han selv ved en ulykke blev suget ned i strømmen.
Nordmanden fortæller om sin utrolige oplevelse, hvor han og hans to brødre som sædvanlig var på fisketur i deres båd. Det plejede ikke at være noget problem, da de altid kunne nå i sikkerhed i tide, fordi de vidste, hvornår hvirvelstrømmen opstod. Men netop den dag var deres ur gået i stå, og mens de befandt sig midt i fjorden, blev strømmen pludseligt stærkere, og havet åbnede sig langsomt. Manden fortæller, hvordan de skrækslagne kæmpede for deres liv ved at surre sig fast til skibet. Han fortalte også om sin blanding af skræk, ærefrygt og beundring for dette storslåede naturfænomen, mens han og hans brødre blev suget mod dybet. Begge hans brødre forsvandt mod bunden, men ved et snedigt indfald lykkedes det ham selv at undslippe. Han kom i tanke om, at en norsk lærd engang havde fortalt, at af alle geometriske former vil cylinderformede objekter altid bevæge sig langsomst, fordi cylinderen yder mest modstand. Han bandt sig derfor fast til en tønde, som han kastede overbord, mens han og skibet allerede var langt nede i strømmen. Skibet forsvandt videre ned i dybet, mens han og tønden steg mod overfladen. Da han nåede land, gik det op for ham, at hans hår havde skiftet farve, men alligevel troede ingen på hans historie.

## Fodnoter
1. ↑  Se opslag: "afgrund" i Maritim ordbog Arkiveret 11. juni 2008 hos  Wayback Machine  (Webside ikke længere tilgængelig)

## Udgivelse af novellen
- The Complete Tales and Poems of Edgar Allan Poe, Penguin 1982. ISBN 0-14-010384-8
- The Complete Tales & Poems of Edgar Allan Poe, Castle Books 1985.
- Poe, Edgar Allan: Sælsomme fortællinger. Carit Andersens forlag 1987.
- Poe, Edgar Allan: Hemmelighedsfulde fortællinger. Gyldendal 2006. ISBN 87-02-05223-7